# Genevrey
Genevrey ist eine Gemeinde im französischen Département Haute-Saône in der Region Bourgogne-Franche-Comté.

## Geographie
Genevrey liegt auf einer Höhe von 315 m über dem Meeresspiegel, fünf Kilometer nordöstlich von Saulx und etwa 17 Kilometer nordöstlich der Stadt Vesoul (Luftlinie). Das Dorf erstreckt sich im zentralen Teil des Départements, nordöstlich des Beckens von Saulx, an einem leicht nach Westen geneigten Hang im Quellgebiet des Durgeon, westlich der Höhen des Mont d'Ahie.
Die Fläche des 11,97 km² großen Gemeindegebiets umfasst einen Abschnitt im Bereich des Beckens von Saulx. Der Hauptteil des Gebietes wird von einer Hochfläche eingenommen, die durchschnittlich auf 300 m liegt und überwiegend landwirtschaftlich genutzt wird. Sie wird durch den Durgeon nach Westen entwässert. Nach Osten steigt das Gelände zum in Nord-Süd-Richtung langgezogenen Höhenrücken des Grand Bois de Genevrey an. Auf dieser bewaldeten Höhe wird mit 453 m die höchste Erhebung von Genevrey erreicht. Nach Norden leitet ein Sattel zur Ebene von Luxeuil über. Ganz im Norden erstreckt sich das Gemeindeareal in den Bois la Derrière (360 m). Die südliche Abgrenzung verläuft im Bereich der Quellen des Ruisseau de Châteney (Zufluss der Colombine).
In geologisch-tektonischer Hinsicht wird das Gebiet von mehreren in Nord-Süd-Richtung verlaufenden Störungslinien zergliedert. Das Gelände besteht aus einer Wechsellagerung von sandig-mergeligen und kalkigen Sedimenten, die während der Lias (Unterjura) abgelagert wurden. An einigen Orten tritt auch Buntsandstein und Muschelkalk aus der Trias zutage.
Zu Genevrey gehört die Siedlung Bellevue (316 m) auf der Hochfläche nördlich der Niederung des Durgeon. Nachbargemeinden von Genevrey sind Brotte-lès-Luxeuil und Betoncourt-lès-Brotte im Norden, Ailloncourt, Dambenoît-lès-Colombe und Adelans-et-le-Val-de-Bithaine im Osten, Châteney und Saulx im Süden sowie Servigney im Westen.

## Geschichte
Funde aus der gallorömischen Zeit zeugen von einer sehr frühen Besiedlung des Gebietes. Erstmals urkundlich erwähnt wird Genevrey im Jahr 1294. Im Mittelalter gehörte das Dorf zur Freigrafschaft Burgund und darin zum Gebiet des Bailliage d’Amont. Die lokale Herrschaft hatten die Herren von Faucogney inne. Zusammen mit der Franche-Comté gelangte der Ort mit dem Frieden von Nimwegen 1678 definitiv an Frankreich. Im Jahr 1808 wurde Genevrey nach Servigney eingemeindet. Bereits 1832 erhielt es seine Gemeindeautonomie wieder zurück. Heute ist Genevrey Mitglied des 17 Ortschaften umfassenden Gemeindeverbandes Communauté de communes du Pays de Saulx.

## Sehenswürdigkeiten
Die Kirche Saint-Valbert mit einem Turm im Imperialstil wurde im 18. Jahrhundert erbaut. Zur Ausstattung gehören Mobiliar, Täfelungen und Gemälde aus dieser Zeit sowie mehrere Grabplatten. Die 1824 errichtete Fontaine Laveau zählt zu den frühesten überdachten Lavoirs der Franche-Comté. Sie diente einst als Waschhaus und Viehtränke. Im Weiler Bellevue befindet sich ein Herrschaftssitz.

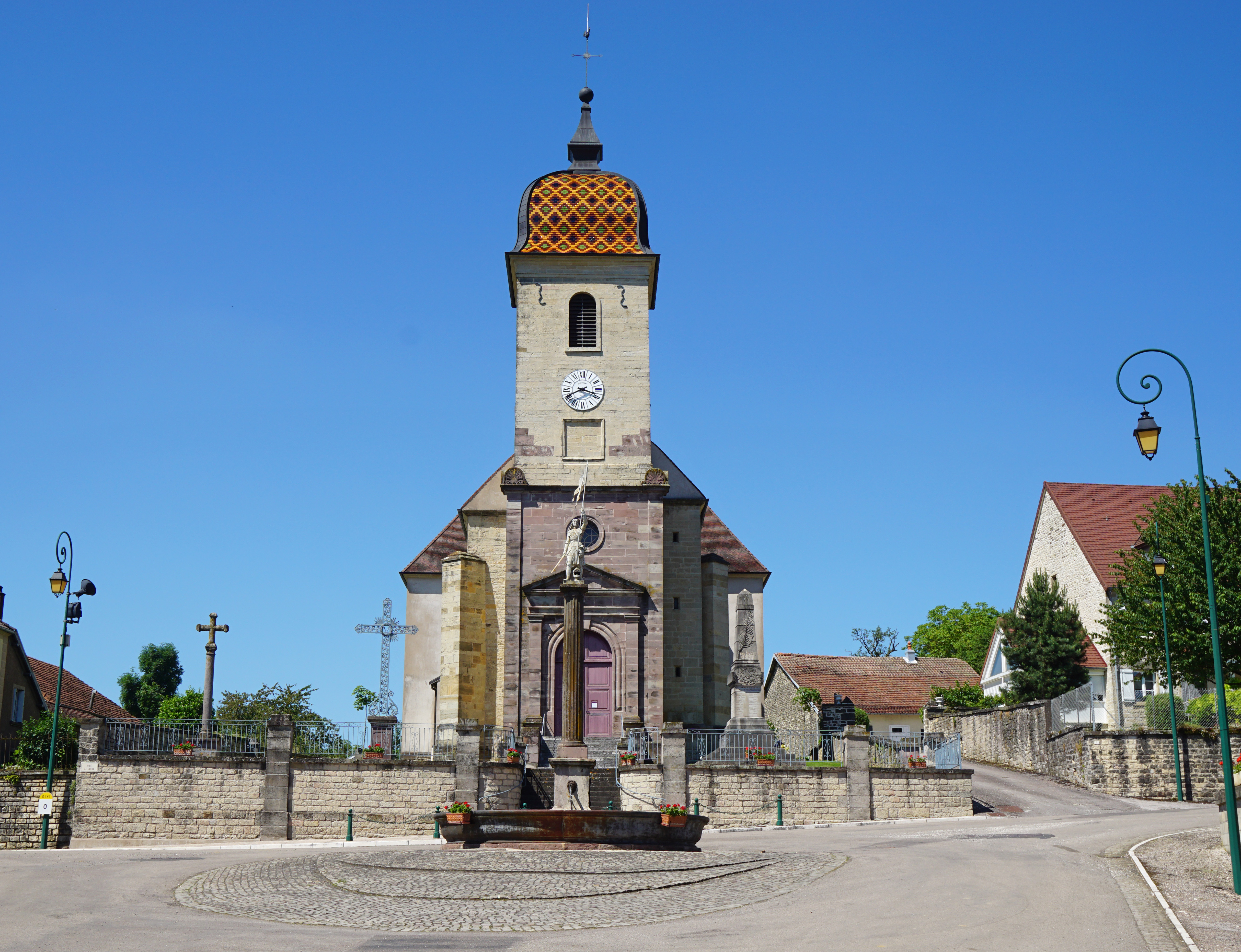
Kirche Saint-Valbert
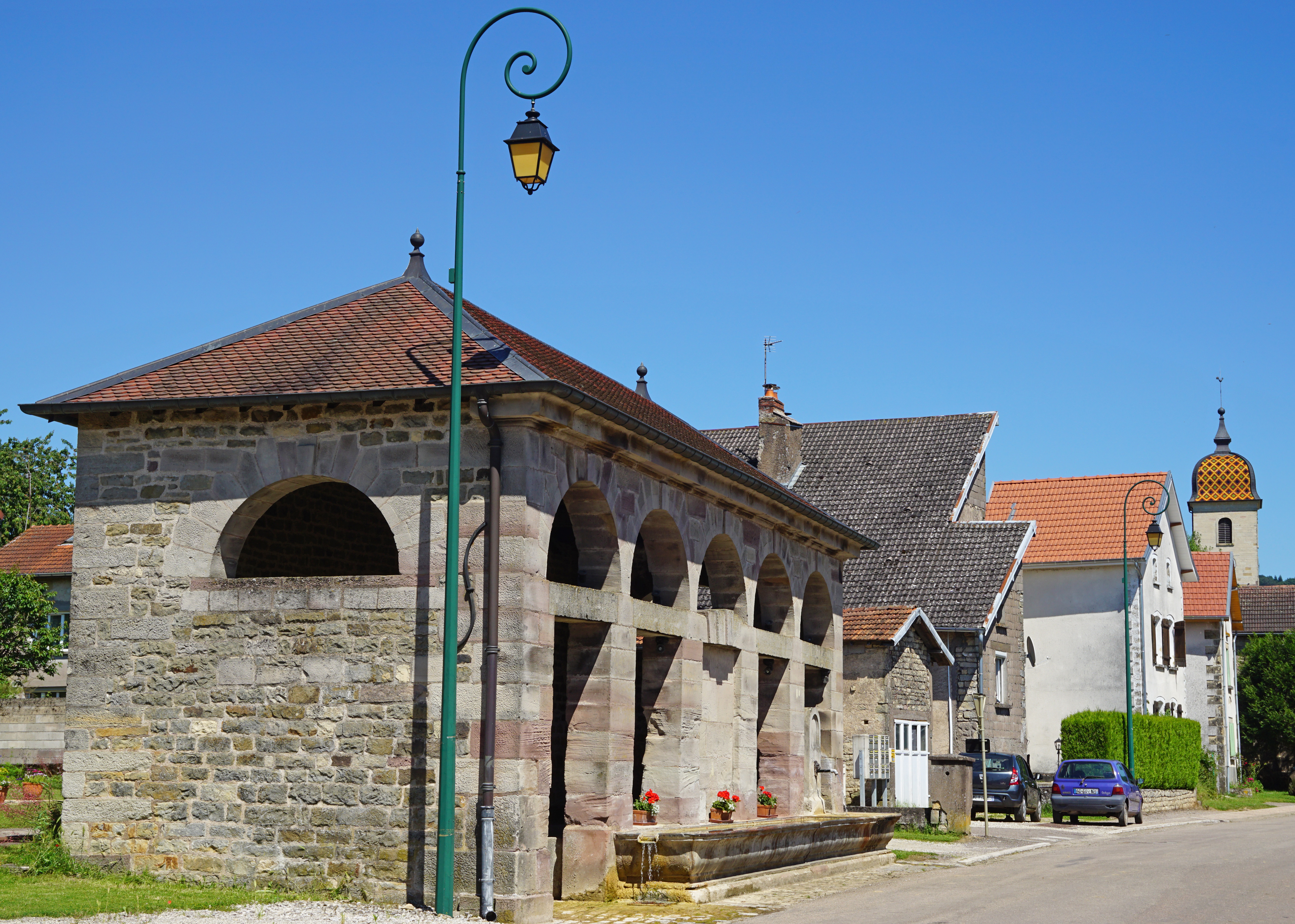
Lavoir
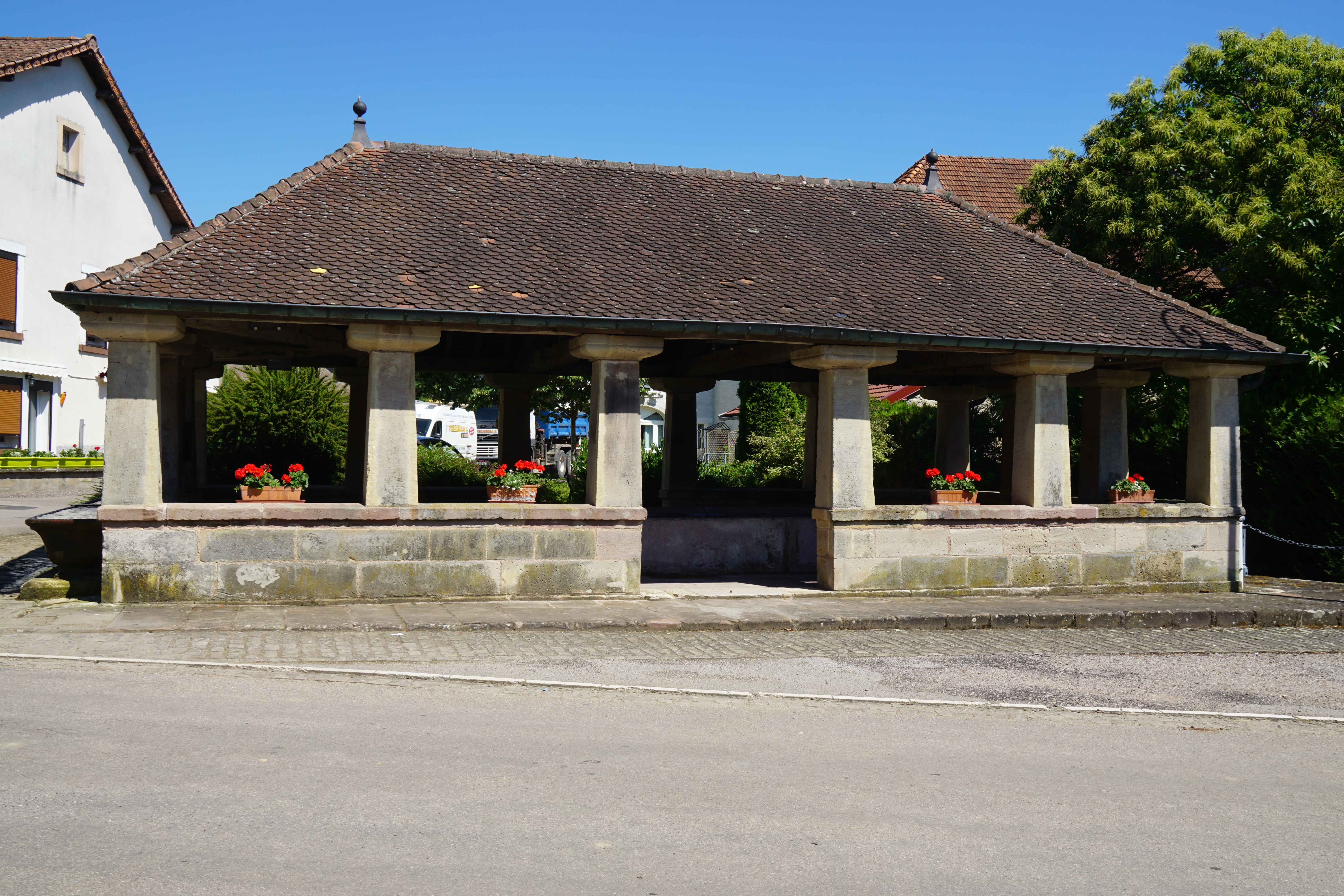
Weiteres Lavoir
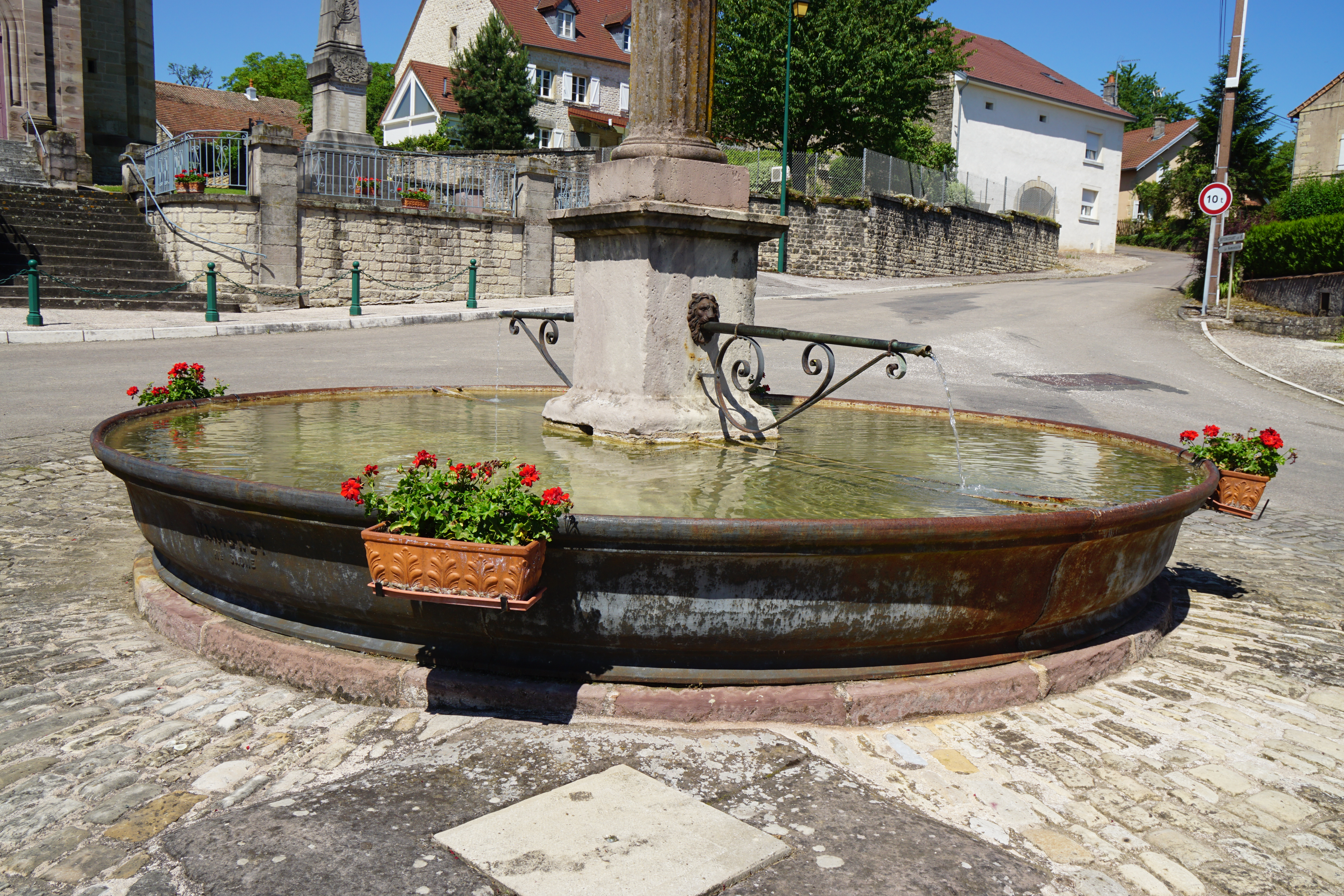
Brunnen
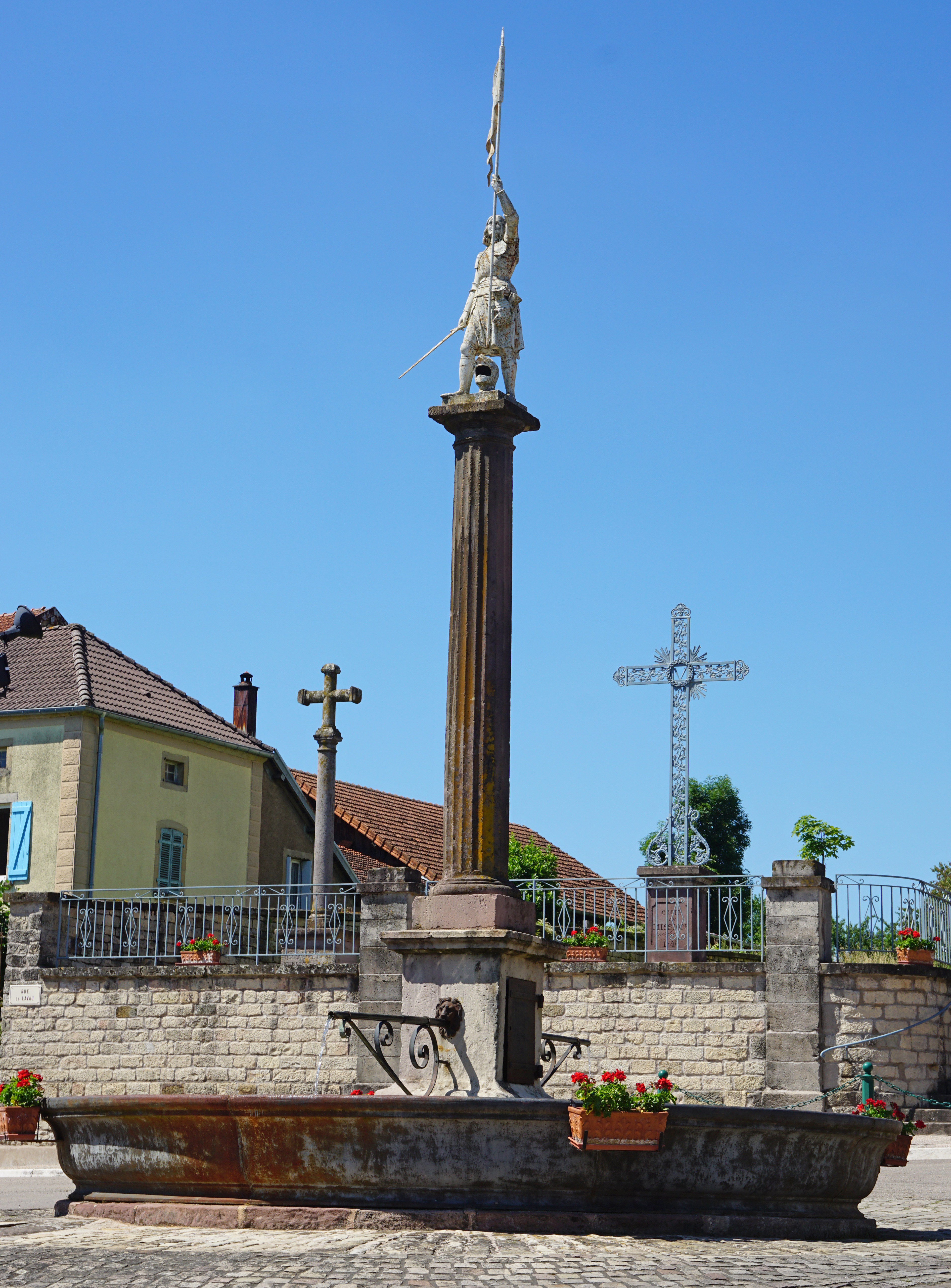
Jeanne-d’Arc-Statue und zwei Calvaires

## Bevölkerung
| Jahr                       | 1962 | 1968 | 1975 | 1982 | 1990 | 1999 | 2006 |
| Einwohner                  | 232  | 209  | 177  | 187  | 197  | 208  | 208  |
| Quellen: Cassini und INSEE |      |      |      |      |      |      |      |

Mit 245 Einwohnern (1. Januar 2022) gehört Genevrey zu den kleinen Gemeinden des Département Haute-Saône. Nachdem die Einwohnerzahl in der ersten Hälfte des 20. Jahrhunderts deutlich abgenommen hatte (1881 wurden noch 570 Personen gezählt), wurde seit Mitte der 1970er Jahre wieder ein leichtes Bevölkerungswachstum verzeichnet.

## Wirtschaft und Infrastruktur
Genevrey war bis weit ins 20. Jahrhundert hinein ein vorwiegend durch die Landwirtschaft (Ackerbau, Obstbau und Viehzucht) und die Forstwirtschaft geprägtes Dorf. Im Weiler Bellevue bestanden früher zwei Ziegeleien und ein Kalkofen. Heute gibt es einige Betriebe des lokalen Kleingewerbes, darunter ein Betrieb im Bereich der Futtermittelverarbeitung. In den letzten Jahrzehnten hat sich das Dorf zu einer Wohngemeinde gewandelt. Viele Erwerbstätige sind deshalb Wegpendler, die in den größeren Ortschaften der Umgebung und in der Agglomeration Vesoul ihrer Arbeit nachgehen. Genevrey verfügt über einen Golfplatz (Golf de Luxeuil-Bellevue).
Die Ortschaft ist verkehrstechnisch gut erschlossen. Sie liegt nahe der Hauptstraße N57, die von Vesoul nach Luxeuil-les-Bains führt. Weitere Straßenverbindungen bestehen mit Châteney, Servigney und Betoncourt-lès-Brotte.